# Ентоні Кокс
Ентоні Кокс (26 серпня 2000 , Ямайка ) — ямайський легкоатлет, що спеціалізується на спринті, призер чемпіонату світу.

## Виступи на основних міжнародних змаганнях
| Рік                | Змагання                     | Місце проведення   | Місце              | Дисципліна                    | Результат          | Примітки           |
| Представник Ямайка | Представник Ямайка           | Представник Ямайка | Представник Ямайка | Представник Ямайка            | Представник Ямайка | Представник Ямайка |
| ------------------ | ---------------------------- | ------------------ | ------------------ | ----------------------------- | ------------------ | ------------------ |
| 2017               | Чемпіонат світу серед юнаків | Найробі, Кенія     | 4                  | біг на 400 метрів             | 46.77              |                    |
| 2017               | Чемпіонат світу серед юнаків | Найробі, Кенія     | 2                  | змішана естафета 4×400 метрів | 3:22.23            |                    |
| 2022               | Чемпіонат світу              | Юджин, США         | 3 (з.)             | естафета 4×400 метрів         | 3:01.59            | [ 1 ]              |